# Orgiloneura longiseta
Orgiloneura longiseta är en stekelart som först beskrevs av Szepligeti 1914.  Orgiloneura longiseta ingår i släktet Orgiloneura och familjen bracksteklar. Inga underarter finns listade i Catalogue of Life.